# Reményi-Schneller Lajos
Reményi-Schneller Lajos (Budapest, 1892. március 15. – Budapest, 1946. augusztus 24.) politikus, pénzügyi szakember, pénzügyminiszter 1938–1945 között. A második világháború után a népbíróság halálra ítélte, és kivégezték.

## Pénzügyi karrierje
Evangélikus családból származott. Iskoláit Budapesten végezte, és a Pázmány Péter Tudományegyetemen szerzett jogi diplomát. Pályafutását a Magyar Leszámítoló és Pénzváltó Banknál kezdte, amelynek 1923-ban igazgatója lett. 1926-ban végrehajtotta a Viktória-malom szanálását, és megalapította az Egyesült Malomipari Rt.-t. A Pénzintézeti Központ megbízásából rövidesen kilépett a Leszámítoló Banktól, átvette a válsághelyzetben lévő Egyesült Budapesti Fővárosi Takarékpénztár vezetését, és a pénzintézetet sikerült talpra állítania. Ennek köszönhetően a cég 1928-as átalakulásakor az újonnan létrejött Budapest Székesfővárosi Községi Takarékpénztár vezérigazgatója lett, amelyet a magyar pénzügyi-gazdasági élet meghatározó szereplőjévé fejlesztett. 1935-ben a Községi Takarékpénztárt is elhagyta, és novembertől a Gömbös-kormány földbirtok-politikai műveleteinek ellátásával megbízott Magyar Földhitelintézetek Országos Szövetségének vezérigazgatója volt. Vezetésével három korábbi intézmény összeolvadásából 1936-ban létrejött az Országos Földhitelintézet.

## Politikai pályafutása

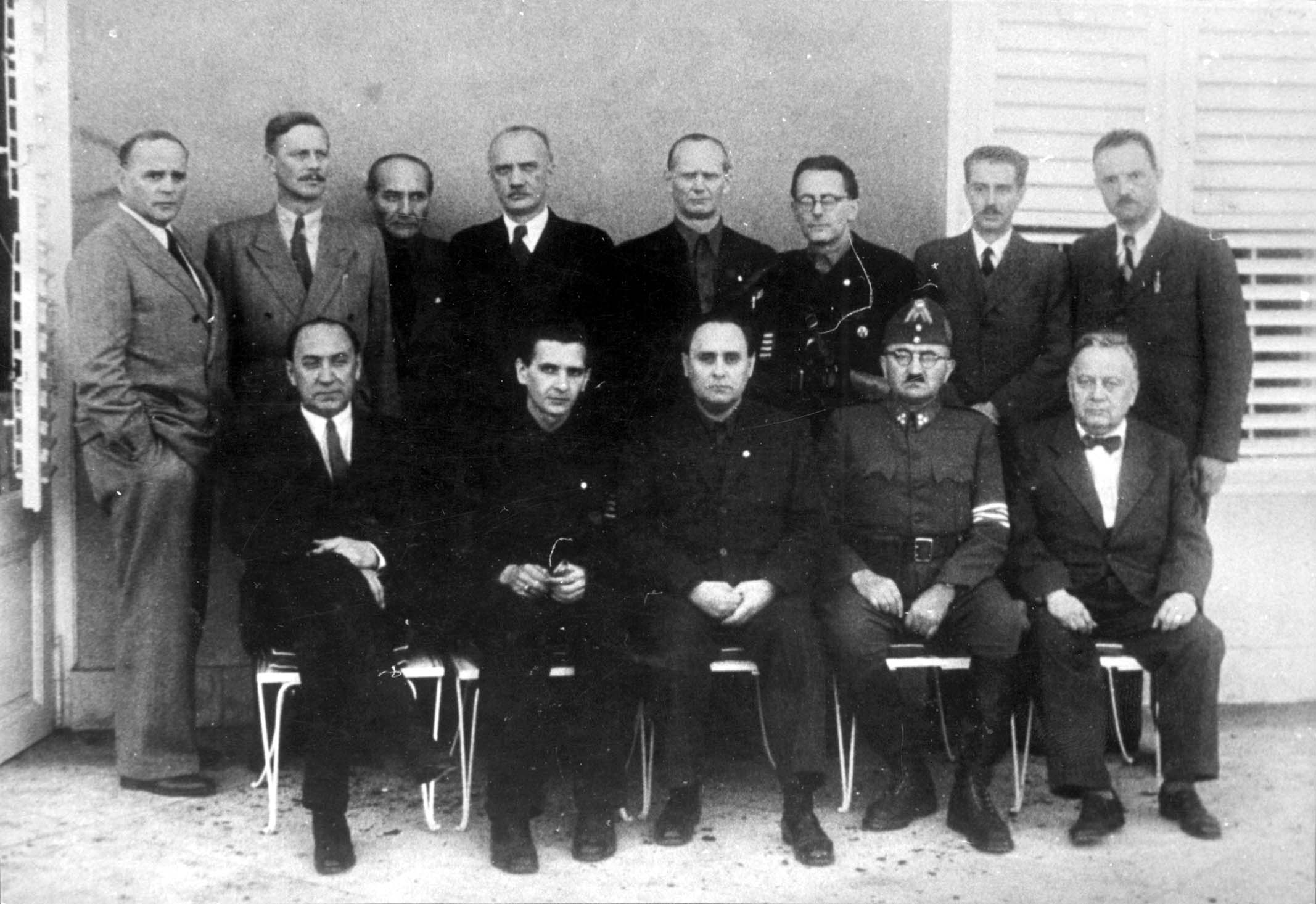
A Szálasi-kormány 1944. október után
(az ülő sorban balról az első)

1935-ben a bajai kerületben kormánypárti programmal országgyűlési képviselővé választották. Képviselőként főleg bizottsági munkát végzett, de pénzügyi-gazdasági kérdések megvitatásában is részt vett. Fabinyi Tihamér lemondása nyomán 1938. március 9-től pénzügyminiszter volt a Darányi-kormányban. Tárcáját ezután 1944. október 16-ig megtartotta az Imrédy-, a második Teleki-, a Bárdossy-, a Kállay-, a Sztójay- és a Lakatos-kormányban is. A Teleki-, a Bárdossy- és a Kállay- kormányban ún. gazdasági csúcsminiszteri megbízatása is volt.
Miniszterként még a második világháború előtt népszerű intézkedéseket hozott: megváltotta a szeszgyárakat, csökkentette a cukor árát, rendelkezett az álláshalmozás megtiltásáról, továbbá lépéseket tett a tisztviselők helyzetének javítására. Sokat tett a Balaton, és különösen a balatoni vitorlássport fejlesztéséért, aminek maga is elkötelezett művelője volt.
A háború során szélsőségesen németbarát politikát folytatott, rendszeresen informálta a németeket a magyarországi politikai fejleményekről, hatéves pénzügyminiszteri működésével jelentősen előmozdította az ország gazdasági kiszolgáltatását a náci Németországnak. Tárcáját az 1944. október 16-án megalakult Szálasi-kormányban is megtartotta. Vele párhuzamosan december 22-től az ideiglenes nemzeti kormány is rendelkezett pénzügyminiszterrel Vásáry István személyében. A háború után Nyugatra menekült, de amerikai fogságba esett, akik háborús főbűnösség vádjával kiadták Magyarországnak. A Népbíróság a Sztójay-perben halálra ítélte, és golyó által kivégezték.

## Díjai, kitüntetései
- Titkos tanácsos (1939)
- A Magyar Érdemrend nagykeresztje (1940)